# Адамсо, Алали
Алали Адамсо (ивр. אללי אדמסו‎; род. 1963, Эфиопия) — израильский политик, депутат кнессета 18-го созыва от партии Ликуд.

## Биография
Алали Адамсо родился в еврейской семье в Эфиопии, репатриировался в Израиль в 1983 году. Учился в университете Тель-Авива, где получил степень бакалавра в области экономики, политических наук и государственной политики.
В возрасте 26 лет Адамсо был призван в ряды Армии обороны Израиля, после окончании службы работал в США. Вернувшись в Израиль, Адамсо 14 лет отработал в министерстве промышленности, торговли и занятости.
В Ликуде с 1990 года, а с 1999 года в составе центрального комитета партии. Адамсо служил советником премьер-министра страны Биньямина Нетаньяху по вопросам эфиопской общины в 2010-2012 годах.
Перед выборами в кнессет 18-го созыва Адамсо занял 28 место в предвыборном списке партии. Однако Ликуд получил на выборах только 27 мандатов, и Адамсо не прошёл в парламент. Однако, когда в сентябре 2013 года Йоси Пелед покинул кнессет, его мандат достался Адамсо.
Алали Адамсо женат, имеет шестерых детей. Проживает в Ришон-ле-Ционе.